# Saponara
Saponara (Szicíliaiul: Sapunara) település Olaszországban, Szicília régióban, Messina megyében. A községnek 2011-ben 4078 lakosa volt.

## Története
A legenda szerint, nevének eredete a szappanfű latin megnevezéséből (Saponaria) ered, mely egykoron igen elterjed volt, mára azonban kihalt a környéken.
A település magja 1000 környékén alakulhatott ki egy vár mellett, melynek romjai még ma is láthatóak a közeli dombon. Az erődítmény stratégiai fontosságú volt, mert arról a helyről jó kilátás nyílt Milazzo és az Éoli-szigetek irányába. A középkor folyamán, az aragóniai uralkodók ideje alatt megerősítették. A domboldalon található annak a középkori templomnak a romja, melyet a helyi legenda szerint Néri Szent Fülöp követői építettek.
A 14. század Saponara Matteo Palizzi gróf uralma alá került. Ekkor épült a Szent Miklós tiszteletére felszentelt templom is. A Palizzi család után egymást követték a különböző birtokosok. Köztük a spanyol származású és igen tehetős Moncada család is, akiknek idejében, az 1660-as évek környékén a település virágkorát élte. Őket a Di Giovanni család Trecastagni-i hercegek követték. Vincenzo Di Giovanni megkapja a „Német-római Birodalom hercege” címet, majd 1733-ban Vittoria Di Giovanni Pagano, Domenico Alliata herceg felesége örökli a Saponara hercege címet. Vittoria és Domenico kedvelt uralkodó volt a helyiek körében, amit a herceghez kapcsolódó a karneváli medvetáncoltatás legendája is bizonyít.
1783-ban és 1908-ban földrengés pusztított a településen, megrongálva a templomot.
2011. november 22-én árvíz pusztított a község területén, a természeti katasztrófában pedig 3 ember életét veszítette.

## Nevezetességek
A farsang idején a községben megrendezik a Sfilata dell'Orso e della Corte principesca nevű ünnepséget. Az ünnepség története a 18. századig nyúlik vissza, amikor Domenico Alliata herceg elfogta a környéket félelemben tartó medvét, melyet azután a község utcáján láncra verve vezettek végig. A maszkos karneváli felvonulás főszereplői a medve, az állatszelídítő, a vadászok, a zenészek és a herceg, illetve lovagi udvartartása. A felvonulás során a medve a közönség női tagjaira támad és táncba hívja őket.

## Frazionék
A községnek négy fő frazionéja van: Cavaliere, Scarcelli, Santo Pietro és a tenger partján Saponara Marittima.

## Népessége
A népesség számának alakulása:

## Híres emberek
- Graziella Campagna, a maffia áldozata